# Ctenophthalmus proximus
Ctenophthalmus proximus är en loppart som först beskrevs av Wagner 1903.  Ctenophthalmus proximus ingår i släktet Ctenophthalmus och familjen mullvadsloppor. Inga underarter finns listade i Catalogue of Life.